# Средище-об-Драві
Средище-об-Драві (словен. Središče ob Dravi) — поселення в общині Средище-об-Драві, Подравський регіон‎, Словенія.